# Carpintería (California)
Carpintería es una pequeña ciudad costera estadounidense del estado de California, localizada en el extremo sureste del condado de Santa Bárbara, al este de Santa Bárbara y al noreste de Ventura.  La población de la ciudad en el año 2000 era de 14.194 habitantes.

## Demografía
Según el censo de 2000, había 14 194 personas, 4989 hogares y 3332 familias residiendo en la ciudad. La densidad demográfica era 5250,8 personas por milla cuadrada (2029,8/km²). Había 5464 casas unifamiliares en una densidad de 2021,3/sq mi (781,4/km²). La demografía de la ciudad era del 73,40 % blanca, 0,59 % negra, 0,99 % amerindia, 2,38% asiáticos, 0,18 % isleños del pacífico, 18,09 % de otras razas y el 4,37 % de dos o más razas. Los hispanos o latinos de cualquier raza eran el 43,50 % de la población.